# Theodor Grätz

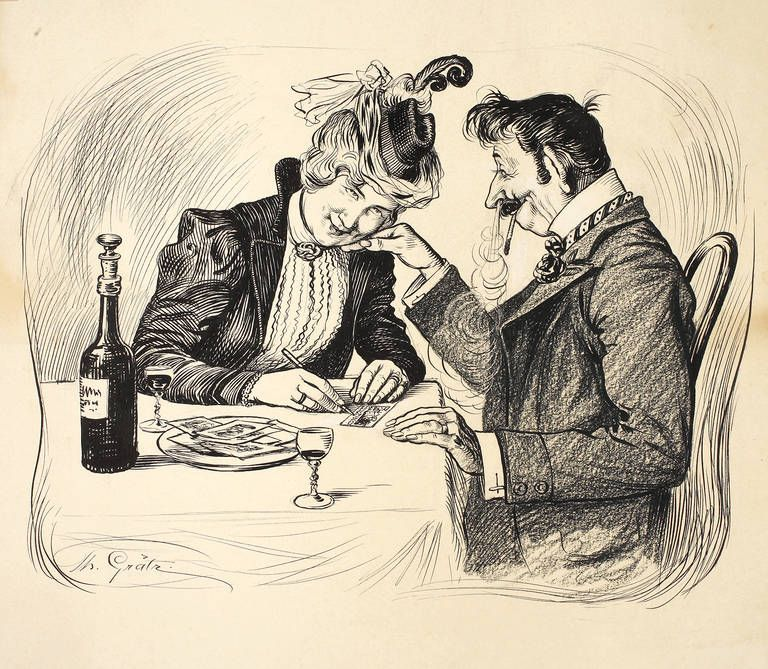
Auf der Hochzeitsreise

Theodor Grätz (* 15. September 1859 in Hamburg-Altona; † 10. März 1947 in München) war ein deutscher Maler und Illustrator.
Grätz war Schüler der Kunstgewerbeschule Hamburg. Danach studierte er ab 5. April 1880 an der Königlichen Akademie der Künste in München bei Ludwig von Löfftz. Nach dem Studium ließ er sich in München nieder und wurde als Illustrator und Karikaturist für die Münchner Fliegenden Blätter tätig.
Grätz wurde Mitglied in der Münchner Sezession und im Reichsverband bildender Künstler Deutschlands. Er nahm an zahlreichen Ausstellungen teil, unter anderem mehrmals im Münchner Glaspalast, der Münchner Sezession und der Großen Berliner Kunstausstellung. Er war, außer 1942, von 1937 bis 1944 auf allen Großen Deutschen Kunstausstellungen in München mit Ölgemälden vertreten, von denen Hitler einige erwarb.

## Werke
- Wer will lachen? Ein Bilderbuch für Jung und Alt. Braun & Schneider, München 1904.